# باشگاه فوتبال زنان ساسولو
باشگاه فوتبال زنان ساسولو (انگلیسی: US Sassuolo Calcio) یک باشگاه فوتبال ایتالیایی است که در شهر ساسوئولو ایتالیا استقرار دارد و در سری آ زنان رقابت می‌کند.

## تاریخچه
پس از آن‌که فصل ۲۰۱۷–۲۰۱۶ با نام رجیانا فمینیله آغاز شد، در کنفرانس مطبوعاتی ۳۰ سپتامبر ۲۰۱۶ که در ورزشگاه ماپی - شهر سه‌رنگ برگزار گردید، مدیریت باشگاه ساسوئولو اعلام کرد که همکاری‌ای را با مدیریت تیم رجیانا فمینیله آغاز کرده است. این همکاری، به موجب یک توافق‌نامهٔ امتیازی، برای آیندهٔ فعالیت‌های بخش زنان این باشگاه در نظر گرفته شد. به این ترتیب، این تیم با پیراهنی جدید در رقابت‌های سری B ۲۰۱۷–۲۰۱۶ شرکت کرد و رنگ سنتی شرابی را کنار گذاشته، پیراهن آبی به تن کرد، هرچند در ابتدا لوگوهای هر دو باشگاه بر روی پیراهن‌ها باقی ماندند.
از هفتهٔ سوم لیگ به بعد، رجیانا فمینیله رسماً به عنوان باشگاه فوتبال زنان ساسوئولو شناخته شد. در بازی مقابل ویتوریو ونتو که در ورزشگاه میرابلو برگزار شد، هواداران تیم رجیانا دست به اعتراض زدند. این دیدار در خطر لغو قرار گرفت چراکه تعدادی میخ در زمین پیدا شد و در ورودی ورزشگاه نیز با چسب سیلیکون مهر و موم شده بود. پس از بررسی‌ها و شکایت علیه افراد ناشناس، بازی به‌طور عادی برگزار شد. در بازی مقابل آرتزو (که با پیروزی ۲–۰ برای تیم مشکی‌سبز همراه بود)، برای نخستین بار، ساسوئولو در ورزشگاه خانگی خود، ورزشگاه انزو ریچی به میدان رفت. در پایان فصل سری B ۲۰۱۷–۲۰۱۶ (فوتبال زنان), تیم موفق شد صدرنشین گروه C شود و به سری A صعود کند.
ساسوئولو فصل نخست خود در سری A ۲۰۱۸–۲۰۱۷ (فوتبال زنان) را با هفت شکست پیاپی آغاز کرد و در تمام دور رفت در قعر جدول باقی ماند. در دور برگشت اما چهار برد کسب کرد که سه تای آن‌ها در پایان فصل و به‌صورت متوالی بودند و در نتیجه سهمیهٔ پلی‌آوت را کسب کرد. در مسابقهٔ پلی‌آوت که در ۲۷ مه در زمین بی‌طرف برگزار شد، ساسوئولو با نتیجهٔ ۳–۰ پس از وقت‌های اضافه، رم CF را شکست داد و در لیگ باقی ماند. در فصل سری A ۲۰۱۹–۲۰۱۸ (فوتبال زنان), در تضاد با فصل پیش، ساسوئولو فصل را با دو برد متوالی آغاز کرد و در چهار هفتهٔ نخست در صدر جدول قرار گرفت و تا پایان فصل در نیمهٔ بالای جدول باقی ماند.
در ۳ ژوئیهٔ ۲۰۱۹، فدراسیون فوتبال ایتالیا (FIGC) تصمیم گرفت که امتیاز ورزشی باشگاه A.S.D. ساسوئولو کالچو فمینیله به U.S. ساسوئولو کالچو واگذار شود. بدین ترتیب، این تیم رسماً به بخش زنان باشگاه ساسوئولو تبدیل شد.

## نمادهای رسمی

### نشان باشگاه
نشان باشگاه ساسوئولو سپری است که در نیمهٔ پایینی آن، نوارهای سیاه و سبز به همراه یک توپ فوتبال دیده می‌شود. در نیمهٔ بالایی نشان، بخش سمت چپ سه تپه از نشان شهر ساسوئولو را به تصویر می‌کشد و بخش راست آن دوباره نوارهای سبز و مشکی را نمایش می‌دهد. نوار افقی‌ای که این دو بخش را از هم جدا می‌کند، نام باشگاه را در خود دارد.

### سرود باشگاه
سرود رسمی باشگاه ساسوئولو با عنوان «Neroverdi» (مشکی‌سبزها)، در سال ۲۰۱۳ توسط خوانندهٔ اهل ساسوئولو، نک ساخته شد.